# Leif Skoglund
Leif Holger "Nacka" Skoglund, född 2 april 1932 i Göteborg, död 16 juli 2006 i Härlanda församling, Göteborg, var en svensk fotbollsspelare som representerade Gais mellan säsongerna 1951/1952 och 1960.
Skoglund debuterade för Gais som 19-årig högerytter mot Malmö FF säsongen 1951/1952, men gick därefter in och ut ur A-laget och blev inte helt ordinarie förrän säsongen 1959, då han spelade 21 av 22 allsvenska matcher och gjorde 3 mål när Gais åkte ur högsta serien. Året därpå spelade han bara 4 matcher i division II. Sammanlagt blev det 50 matcher (5 mål) i klubben för Skoglund.
Sitt smeknamn fick Skoglund antagligen efter Lennart "Nacka" Skoglund, enbart på grund av efternamnet. Han var morbror till Gunder Högström, som också spelade i Gais.
Leif Skoglund är begravd på Örgryte nya kyrkogård.